# DPPH
El 2,2-difenil-1-picrilhidracilo (DPPH) es un compuesto químico formado por moléculas estables de radicales libres. Se utiliza en las determinaciones de poder antioxidante gracias a su capacidad de aceptar un átomo de hidrógeno por parte de un agente antioxidante.
El DPPH en disolución tiene un color violeta oscuro y presenta una fuerte absorción a una longitud de onda de 520 nm. Al añadir una sustancia capaz de ceder un átomo de hidrógeno, el DPPH se reduce y se convierte en su forma no radicalaria. En estas condiciones la disolución pierde la coloración violeta, que se sustituye por un amarillo pálido y tiene lugar una acusada disminución de la absorción a 520 nm. 

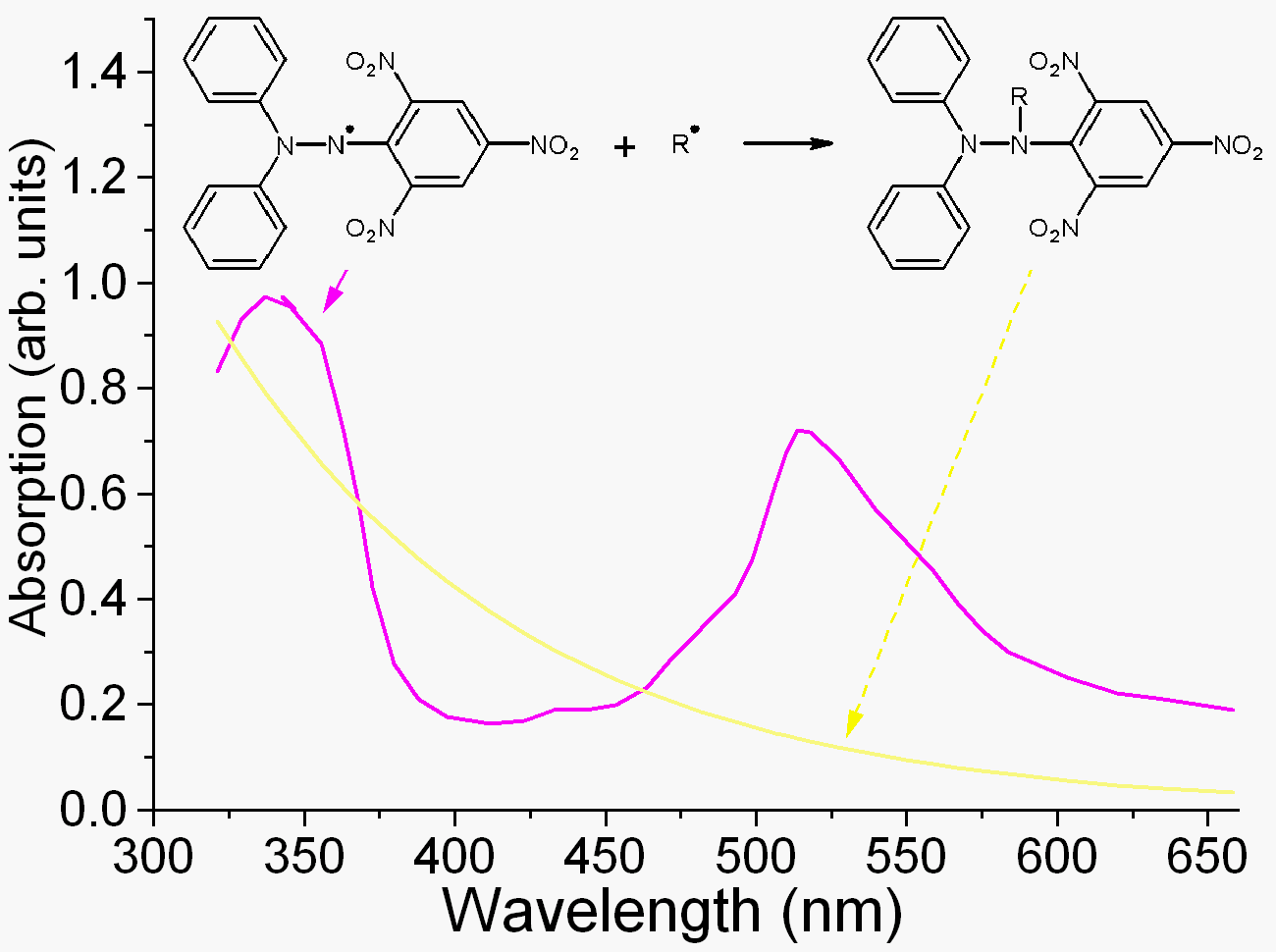
Espectro de absorción del DPPH en su forma radicalaria y su forma estable.